# Linval Laird
Pour les articles homonymes, voir Laird (homonymie).
Linval Laird (né le 23 mai 1969) est un athlète jamaïcain spécialiste du 400 mètres. 

## Biographie

### Palmarès
| Date | Compétition                    | Lieu     | Résultat | Épreuve    | Performance   |
| ---- | ------------------------------ | -------- | -------- | ---------- | ------------- |
| 1994 | Jeux du Commonwealth           | Victoria | 2e       | 4 × 400 m  | 3 min 02 s 32 |
| 1997 | Championnats du monde en salle | Paris    | 2e       | 4 × 400 m  | 3 min 08 s 11 |
| 1997 | Championnats CAC               | San Juan | 2e       | 400 mètres | 45 s 49       |
| 1997 | Championnats CAC               | San Juan | 1er      | 4 × 400 m  | 3 min 01 s 42 |
| 1997 | Championnats du monde          | Athènes  | 2e       | 4 × 400 m  | —             |
| 1997 | Universiade d'été              | Catane   | 3e       | 400 mètres | 45 s 54       |
| 1997 | Universiade d'été              | Catane   | 2e       | 4 × 400 m  | 3 min 02 s 68 |
| 1999 | Championnats du monde en salle | Maebashi | 4e       | 4 × 400 m  | 3 min 05 s 13 |

### Records
| Épreuve    | Performance | Lieu     | Date         |
| ---------- | ----------- | -------- | ------------ |
| 400 mètres | 45 s 49     | San Juan | 26 juin 1997 |